# Oplodontha dispar
Oplodontha dispar är en tvåvingeart som först beskrevs av Macquart 1838.  Oplodontha dispar ingår i släktet Oplodontha och familjen vapenflugor. Inga underarter finns listade i Catalogue of Life.